# Лиске, Ксаверий

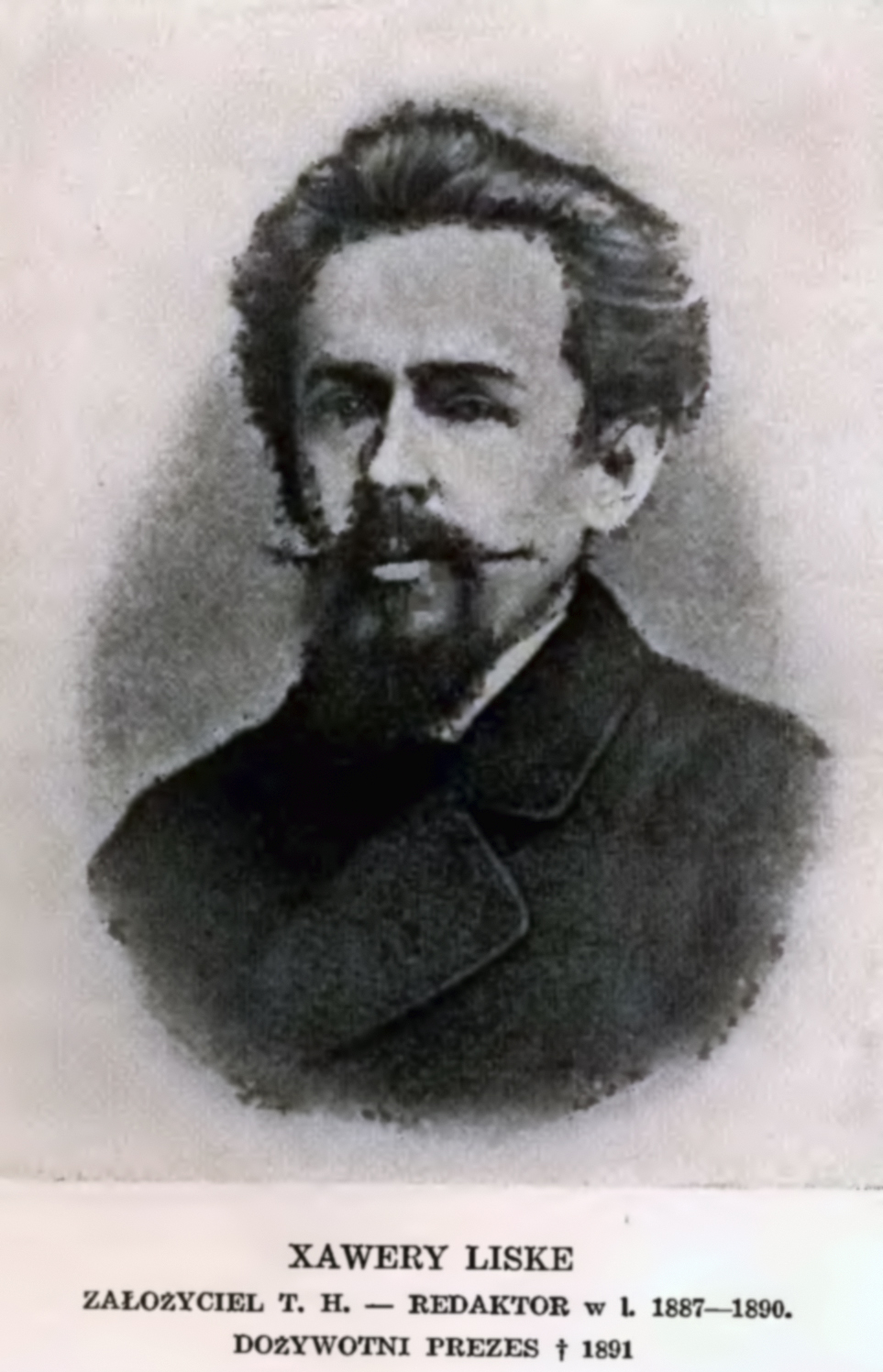
Лиске, Ксаверий

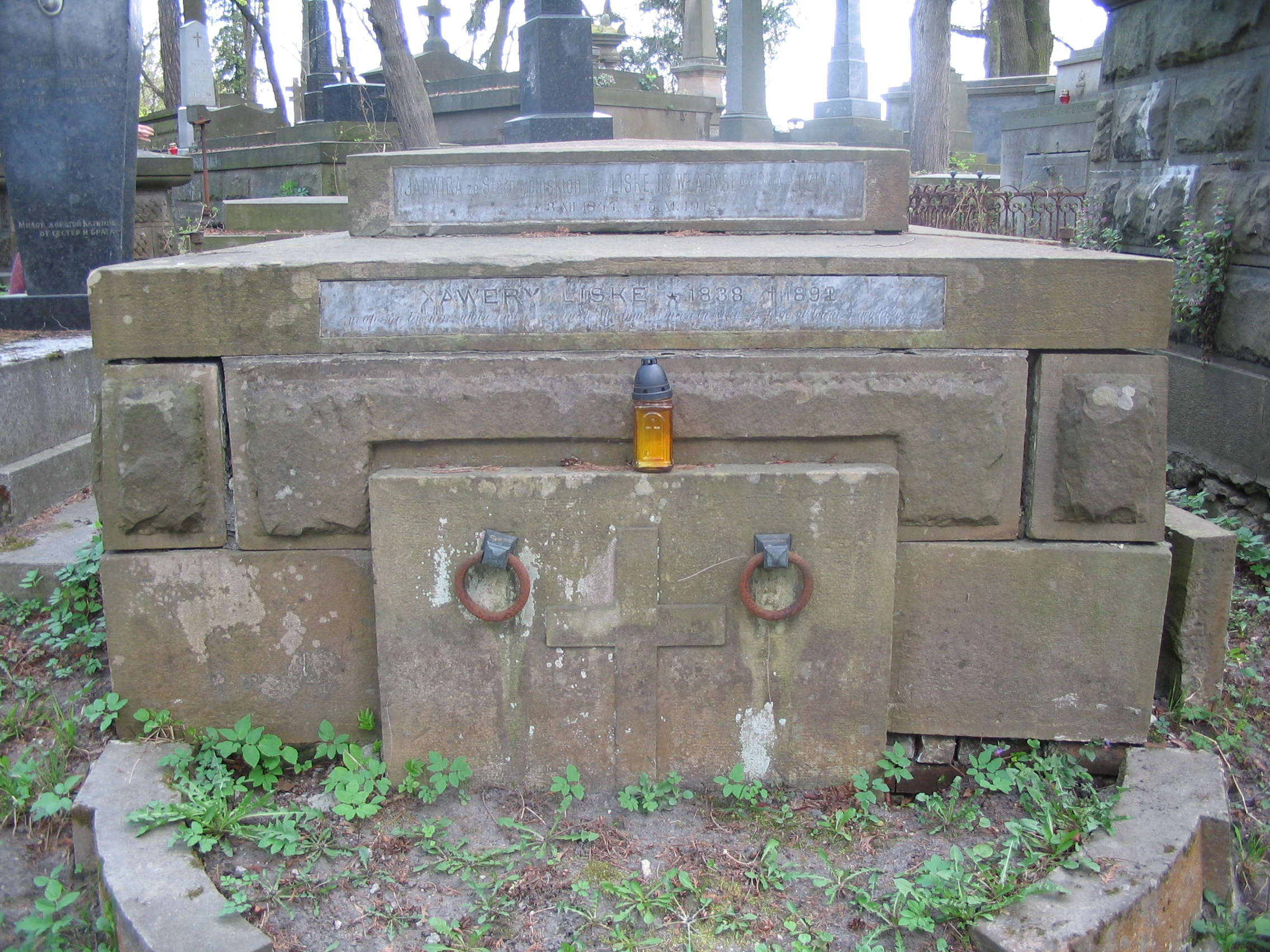
Могила Ксаверия Лиске на Лычаковском кладбище (Львов)

Францишек Ксаверий Лиске (пол. Franciszek Ksawery Liske; 18 октября 1838, Великое княжество Познанское — 28 февраля 1891, Львов) — польский историк и археограф, профессор (1871—1891), ректор Львовского университета (1879—1880), основатель Львовской исторической школы.
Основатель и председатель Польского Исторического Общества (1886), основатель и редактор журнала «Кwartalnik historyczny» («Квартальный исторический журнал», 1887), редактор 2-15 томов фундаментального издания «Акты городские и земские со времен Речи Посполитой Польской» (1870-91), документы которого касаются, главным образом, истории Западной Украины эпохи средневекового феодализма.
Под его руководством развивались такие личности, как известные польские историки Освальд Бальцер, Виктор Чермак, Людвик Финкель, Антоний Прохаска и ряд других.
Умер во Львове и похоронен на Лычаковском кладбище.

## Избранные научные труды
Исследования К. Лиске посвящены преимущественно истории внешней политики Польши в 16 веке. Важнейшие труды «Исследования по истории 16 в.» (1867) и сборник мемуаров «Чужаки в Польше» (1876), в котором опубликованы мемуары фрисландского путешественника Ульриха фон Вердума о путешествии по Украине.
- Marcin Kromer, biskup warmiński — dziejopis wieku XVI. Poznań 1869;
- Bolesław Chrobry i Otto III w Gnieźnie. Lwów 1869;
- Austria wobec trzeciego rozbioru Polski. Lwów 1870;
- Szczerbiec i złote wrota kijowskie. Kraków 1869;
- Konstytucja 3 maja i mocarstwa niemieckie. Lwów 1873;
- Cudzoziemcy w Polsce. Lwów 1876;
- Elekcja w Rzeszy r. 1519. Warszawa 1876;
- Filip Auril i jego pobyt w Polsce. Warszawa 1877